# Guido Zamperoni
Guido Zamperoni (Milán, Italia, 21 de julio de 1912 - ib., 30 de enero de 2003), también conocido con su seudónimo Guy Zam, fue un dibujante de historietas, ilustrador, animador y director artístico italiano.

## Biografía
Comenzó su actividad artística dibujando figurines en la sastrería teatral de su padre. Debutó en el mundo de la historieta dibujando dos adaptaciones de las novelas de Emilio Salgari para el Giornale dei Viaggi e delle Avventure de la editorial Boschi. También trabajó para el Corriere dei Piccoli y L'Avventuroso de Nerbini. A finales de los años 1930 ilustró la serie Le avventure di Gianni Ferro de la editorial Nicolli, con guion de Michele Bea. Desde 1940 a 1943, realizó Saetta de la casa Alpe, que fue exportada a la Argentina bajo el nombre de Flecha, siendo publicada en el país sudamericano por el editor César Civita. Durante la Segunda Guerra Mundial adhirió a la República Social Italiana de Mussolini y trabajó para una historieta de propaganda fascista titulada O' scugnizzo, cuyo protagonista era un subteniente del Sur de Italia, líder de la lucha contra los Aliados.
En la posguerra dibujó Zambo de la editorial Vulcania, una serie dedicada a El Zorro e historietas como Frisco Bill y La pattuglia dei senza paura de la editorial Audace (la actual Sergio Bonelli Editore), con guiones de Gian Luigi Bonelli, además de Il principe Cuorbuono, Gianforte, Il principe Pulcino, Il tamburino e Il vasetto di smeraldo. Para la misma editorial realizó los lápices de una historia de Tex, entintados por Aurelio Galleppini. En el mismo periodo ilustró la breve serie de Jeff Cooper, editada por Stampitalia. A finales de los años 1940 se desempeñó como animador para el primer largometraje animado italiano, La rosa di Badgad (1949), y también realizó su versión en historietas publicada por Mondadori. Durante más de una década trabajó como director artístico de la agencia de publicidad IMA de Anton Giulio Domeneghini. Tras la muerte de éste, volvió a la historieta y a la ilustración. También trabajó para el mercado francés, concretamente con editoriales como Éditions Aventures et Voyages (Carabina Slim, Sunny Sun y Rok), Éditions Vaillant (Rahan) o Sagéditions (Gerfaut), firmándose como Guy Zam.